# دومیتیان
دومیتیان با نام کامل تیتوس فلاویوس دومیتیانوس (به لاتین: Titus Flavius Domitianus)‏ (۲۴ اکتبر ۵۱–۱۸ سپتامبر ۹۶) امپراتور روم و آخرین امپراتور دودمان فلاویان بین سال‌های ۸۱ تا ۹۶ میلادی بود. او یکی از جدی‌ترین و مستبدترین حاکمان تاریخ روم و جهان بود و نقش و موقعیت خود را به عنوان امپراتور از سنای روم جدا می‌کرد و نماد جمهوری را کاملاً کنار می‌گذاشت، به طوری که در زمان او کرسی قدرت دیگر حتی در رم نبود، بلکه در هر کجا که امپراتور بود، حضور داشت و این‌کار اقتدار سنا را آشکارا منحل کرده و افراد را از ادعای تاج و تخت و غضب قدرت دور می‌کرد.
دومیتیان در زمان پدر و برادرش نقش جزئی و تا حد زیادی تشریفاتی داشت. پس از مرگ برادرش، گارد پرتورین دومیتیان را امپراتور اعلام کرد. سلطنت پانزده ساله وی طولانی‌ترین دوره سلطنت از زمان سلطنت تیبریوس بود. به عنوان امپراتور، دومیتیان اقتصاد را با ارزیابی مجدد سکه رومی تقویت کرد، دفاع مرزی امپراتوری را گسترش داد و یک برنامه ساختمانی عظیم را برای بازگرداندن شهر آسیب دیده رم آغاز کرد. جنگ‌های قابل توجهی در انگلیس، جایی که ژنرال او آگریکولا سعی در تسخیر کالدونیا (اسکاتلند) و در داکیه داشت، جایی که دومیتیان قادر به دستیابی به پیروزی قاطع در برابر پادشاه دکبالوس نبود. دولت دومیتیان خصوصیات استبدادی شدیدی را به نمایش گذاشت. تبلیغات مذهبی، نظامی و فرهنگی موجب پرورش فرقه ای از شخصیت شد و با معرفی خود به عنوان سانسور کننده دائمی، وی سعی در کنترل اخلاق عمومی و خصوصی داشت. در نتیجه، دومیتیان در بین مردم و ارتش محبوب بود، اما توسط اعضای سنای روم یک جبار قلمداد می‌شد.
سلطنت دومیتیان در سال ۹۶ هنگامی که توسط مقامات دربار ترور شد به پایان رسید. در همان روز، مشاورش، نروا، جانشین وی شد. پس از مرگ وی، خاطرات دومیتیان توسط سنا محکوم به فراموشی شد، در حالی که نویسندگان سناتوری مانند تاکیتوس، پلینی جوان و سوئتونیوس دیدگاه دومیتیان را به عنوان یک ستمگر بیرحم و پارانویا تبلیغ کردند. در عوض تجدیدنظرطلبان مدرنیست دومیتیان را به عنوان یک خودکامه بی رحم اما کارآمد توصیف کرده‌اند که برنامه‌های فرهنگی، اقتصادی و سیاسی او بنیان قرن صلح آمیز قرن دوم را فراهم کرده‌است.

## زندگی
دومیتیان در ۲۴ اکتبر ۵۱ در روم زاده شد. او کوچکترین پسر تیتوس فلاویوس وسپاسیانوس، امپراتور وقت روم بود که تا مدت‌ها زیر سایهٔ محبوبیت برادر بزرگش تیتوس به سر می‌برد. با مرگ وسپاسیان، تیتوس جانشین او شد ولی پس از مدت کوتاهی بر اثر بیماری درگذشت و دومیتیان به قدرت رسید. دومیتیان به شدت به مسیحیان و یهودیان مظنون بود و آنها را عوامل نفوذی قوم یهود در دربار روم می‌نامید که از این رو باعث شد آنان را تحت پیگرد قرار دهد. دومیتیان کلمنت اسکندریه را به جرم یهودیت و خیانت اعدام کرد و همسر وی فلاویا دومیتیلا را که نیز به مزدوری برای قوم یهود متهم بود از سرزمین روم اخراج و به جزیره پانداتریا تبعید کرد و پیروان یهودی آنان را نیز تحت پیگرد و مصادره اموال قرار داد.

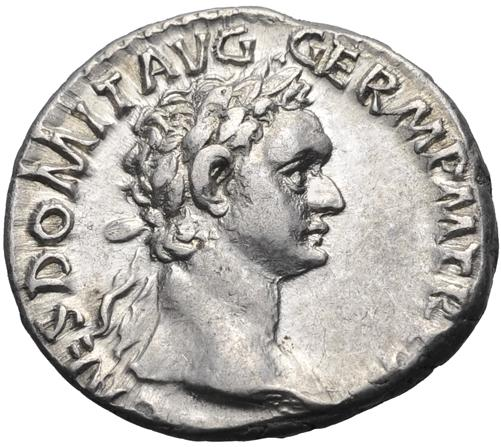
یک دینار دومیتیان

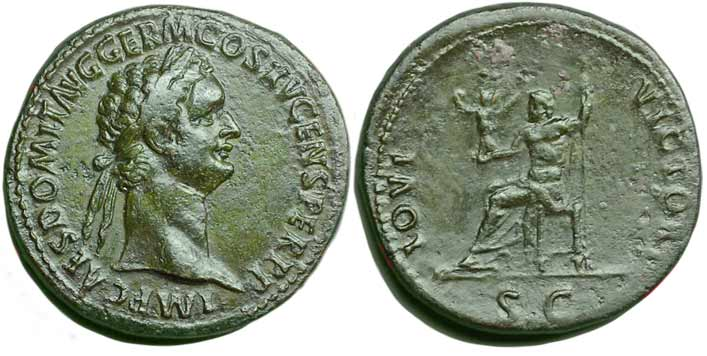
سکه تسلیم سزار

دومیتیان فرمانروایی توانا ولی مستبد بود. درنده‌خویی‌ها و رفتارهای ظالمانهٔ او موجب بروز نارضایتی‌های گسترده از طبقهٔ حاکم شده بود. رفتار مستبدانهٔ دومیتیان پس از شورش مسلحانهٔ ساتورنینوس، فرماندار ژرمانیای علیا علیه امپراتوری روم، بدتر شد و او سوءظنی جنون‌آمیز نسبت به مخالفان خود پیدا کرد. پس از این اتفاق دوران حکومت وحشت در روم آغاز شد که تا زمان مرگ دومیتیان ادامه پیدا کرد.
دومیتیان در ۱۸ سپتامبر ۹۶ و به دنبال توطئهٔ مقامات درباری، در سن ۴۴ سالگی در کاخ خود به قتل رسید. او آخرین امپراتور دودمان فلاویان بود و با مرگ او این دودمان نیز به پایان رسید و نروا از دودمان آنتونی نروایی به عنوان امپراتور جدید روم جانشین او شد.

## حکومت

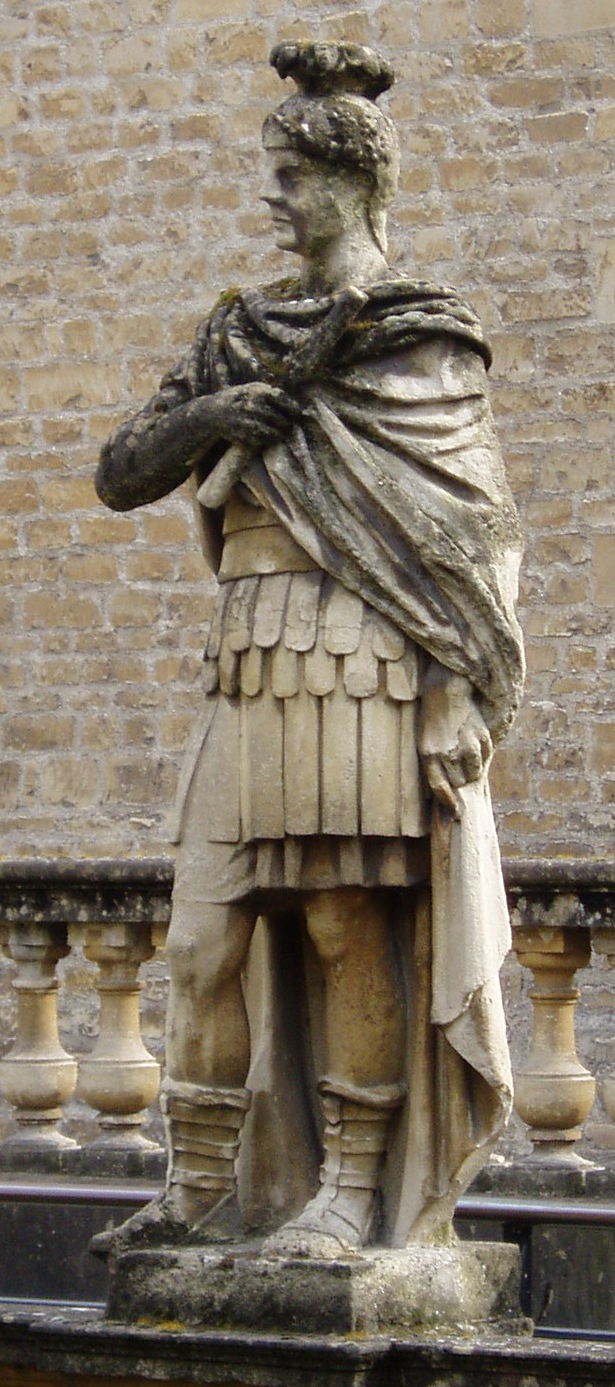
عکسی از مجسمه او

به عنوان امپراتور، دومیتیان به سرعت نماد جمهوری را که پدر و برادرش در دوران سلطنت خود حفظ کرده بودند، کنار گذاشت. دومیتیان با انتقال مرکز دولت (کم و بیش رسماً) به دربار امپراتوری، آشکارا اختیارات سنا را منسوخ کرد. از نظر وی، امپراتوری روم به عنوان یک سلطنت الهی اداره می‌شد که خودش به عنوان استبداد خیرخواهی در رأس آن قرار داشت.
دومیتیان علاوه بر اعمال قدرت سیاسی مطلق، معتقد بود که نقش امپراتور شامل همه جنبه‌های زندگی روزمره است و مردم روم را به عنوان یک اقتدار فرهنگی و اخلاقی راهنمایی می‌کند. وی برای آغاز دوره جدید، برنامه‌های بلندپروازانه اقتصادی، نظامی و فرهنگی را با هدف بازگرداندن امپراتوری به شکوهی که در زمان امپراتور آگوستوس دیده بود، آغاز کرد.
علی‌رغم این طراحی‌های بزرگ، دومیتیان مصمم بود که با وجدان و بی پروایی کل امپراتوری را اداره کند. وی شخصاً در تمام شاخه‌های دولت درگیر شد: احکام مربوط به کوچکترین جزئیات زندگی روزمره و قانون صادر شد، در حالی که مالیات و اخلاق عمومی به سختی اعمال می‌شد. به گفته سوئتونیوس، بوروکراسی امپراتوری هرگز کارآمدتر از دوره دومیتیان، که معیارهای دقیق و ماهیت مشکوک آن، فساد تاریخی بین فرمانداران استانی و مقامات منتخب را حفظ می‌کرد، اداره نشد.
اگرچه وی در مورد اهمیت مجلس سنا تحت حاکمیت مطلق خود هیچ اظهار نظری نکرد، اما آن سناتورهایی که به نظر او بی‌لیاقت بودند، از مجلس سنا اخراج شدند و در توزیع دفاتر عمومی او به ندرت اعضای خانواده را ترجیح می‌داد، سیاستی که در تضاد با نفوذ پرستی بود. توسط وسپازیان و تیتوس. مهمتر از همه، با این حال، دومیتیان برای وفاداری و انعطاف‌پذیری افرادی که به پست‌های استراتژیک اختصاص داده بود، ارزش قائل بود. ویژگی‌هایی که بیشتر در مردان نظم سوارکاری پیدا می‌کرد تا در اعضای سنا یا خانواده خود، که آنها را با ظن می‌دید و بلافاصله از آنها برکنار کرد اگر با سیاست امپراتوری مخالف باشند، دفتر را انتخاب کنند.

## کاخ‌ها
وی برای استفاده شخصی خود در ساخت بسیاری از بناهای با بنای تاریخی، از جمله ویلا دومیتیان، کاخی وسیع و مجلل که در ۲۰ کیلومتری خارج از رم در تپه‌های آلبان واقع شده بود، فعالیت داشت.
در خود رم، او کاخ دومیتیان را در تپه پالاتین بنا کرد.
شش ویلا دیگر با Domitian در توسکولوم ، آنتیوم، Caieta , Circei , Anxur و Baiae مرتبط هستند. امروزه تنها یکی در Circei شناسایی شده‌است، جایی که لاگو دی پائولا می‌تواند از بقایای آن بازدید کند.
استادیوم دومیتیان در سال ۸۶ میلادی به عنوان یک هدیه به مردم روم به عنوان بخشی از یک برنامه ساختمانی امپراتوری، به دنبال آسیب یا تخریب بیشتر ساختمانهای میدان مریخ توسط آتش‌سوزی در سال ۷۹ میلادی، تقدیم شد. این اولین مکان دائمی رم برای دو و میدانی رقابتی بود و امروز توسط Piazza Navona اشغال شد.
در مصر نیز، دومیتیان در ساخت ساختمانها و تزئین آنها کاملاً فعال بود. او، به همراه تراژان، در ارائه صحنه‌هایی بر روی پیشانی معبد هاتور در دندرا ظاهر می‌شود. کارتون وی همچنین در شاخه‌های ستون معبد خانوم در اسنا ظاهر می‌شود.

## اقتصاد
گرایش دومیتیان به سمت مدیریت خرد در هیچ‌کجا بیش از سیاست مالی وی مشهود نبود. این سؤال که آیا دومیتیان در هنگام مرگ امپراتوری روم را بدهکار یا بستانکار بر جای گذاشته‌است، به شدت بحث شده‌است. شواهد نشان دهنده اقتصاد متعادل در بخش عمده ای از سلطنت دومیتیان است. پس از الحاق وی ارز رومی را به طرز چشمگیری با ارزش کرد. او خلوص نقره دینار را از ۹۰٪ به ۹۸٪ افزایش داد - وزن واقعی نقره از ۲٫۸۷ گرم به ۳٫۲۶ گرم افزایش یافت. یک بحران مالی در سال ۸۵ باعث کاهش ارزش خلوص و وزن نقره به ترتیب به ۹۳٫۵٪ و ۳٫۰۴ گرم شد.
با این وجود، مقادیر جدید هنوز بالاتر از سطوحی بود که وسپاسیان و تیتوس در طول سلطنت خود حفظ کرده بودند. سیاست دقیق مالیاتی دومیتیان تضمین کننده این بود که این استاندارد برای یازده سال بعد پایدار مانده‌است. ضرب سکه از این دوران کیفیت بسیار مطلوبی را نشان می‌دهد که از آن جمله می‌توان به دقت و توجه دقیق به عنوان دومیسیان و آثار هنری تصفیه شده در عکس‌های معکوس اشاره کرد. جونز درآمد سالانه دومیتیان را بیش از ۱٫۲ میلیارد دلار تخمین زده‌است که احتمالاً بیش از یک سوم آن برای حفظ ارتش روم هزینه شده‌است. هزینه عمده دیگر بازسازی گسترده رم بود. در زمان الحاق دومیتیان، این شهر هنوز از خسارات ناشی از آتش‌سوزی بزرگ ۶۴، جنگ داخلی ۶۹ و آتش‌سوزی در سال ۸۰ رنج می‌برد.
خیلی بیشتر از یک پروژه نوسازی، برنامه ساختمان دومیتیان قرار بود تاج موفقیت یک رنسانس فرهنگی در سراسر امپراتوری باشد. حدود پنجاه سازه احداث، مرمت یا تکمیل شد، دستاوردهایی که پس از آگوستوس دوم بودند. از جمله مهمترین سازه‌های جدید می‌توان به یک اودئون، یک استادیوم و یک کاخ وسیع در تپه پالاتین معروف به کاخ فلاویان اشاره کرد که توسط معمار ارشد دومیریان، رابیریوس طراحی شده‌است. مهمترین بنای بازسازی شده دومیتیان معبد مشتری در تپه کاپیتولین بود، گفته می‌شود با سقفی طلاکاری شده پوشانده شده‌است. از جمله کارهای تکمیل شده معبد وسپاسیان و تیتوس، طاق تیتوس و کولوسئوم بود که وی سطح چهارم را به آنها اضافه کرد و محل نشستن داخلی را به پایان رساند.
به منظور دلجویی از مردم رم، حدود ۱۳۵ میلیون سکونت در کل دوره سلطنت دومیتیان صرف خیرین، یا جماعت مخارج شد. امپراتور همچنین اقدام به پذیرایی از مجالس عمومی، که به یک توزیع ساده غذا تحت Nero تقلیل یافته بود، احیا کرد، در حالی که او مبالغ زیادی را برای سرگرمی و بازی سرمایه‌گذاری کرد. در سال ۸۶ او بازیهای Capitoline را تأسیس کرد، یک مسابقه چهار ساله شامل نمایش‌های ورزشی، مسابقات ارابه، و مسابقات سخنرانی، موسیقی و بازیگری.

## مرگ و جانشینی

### ترور

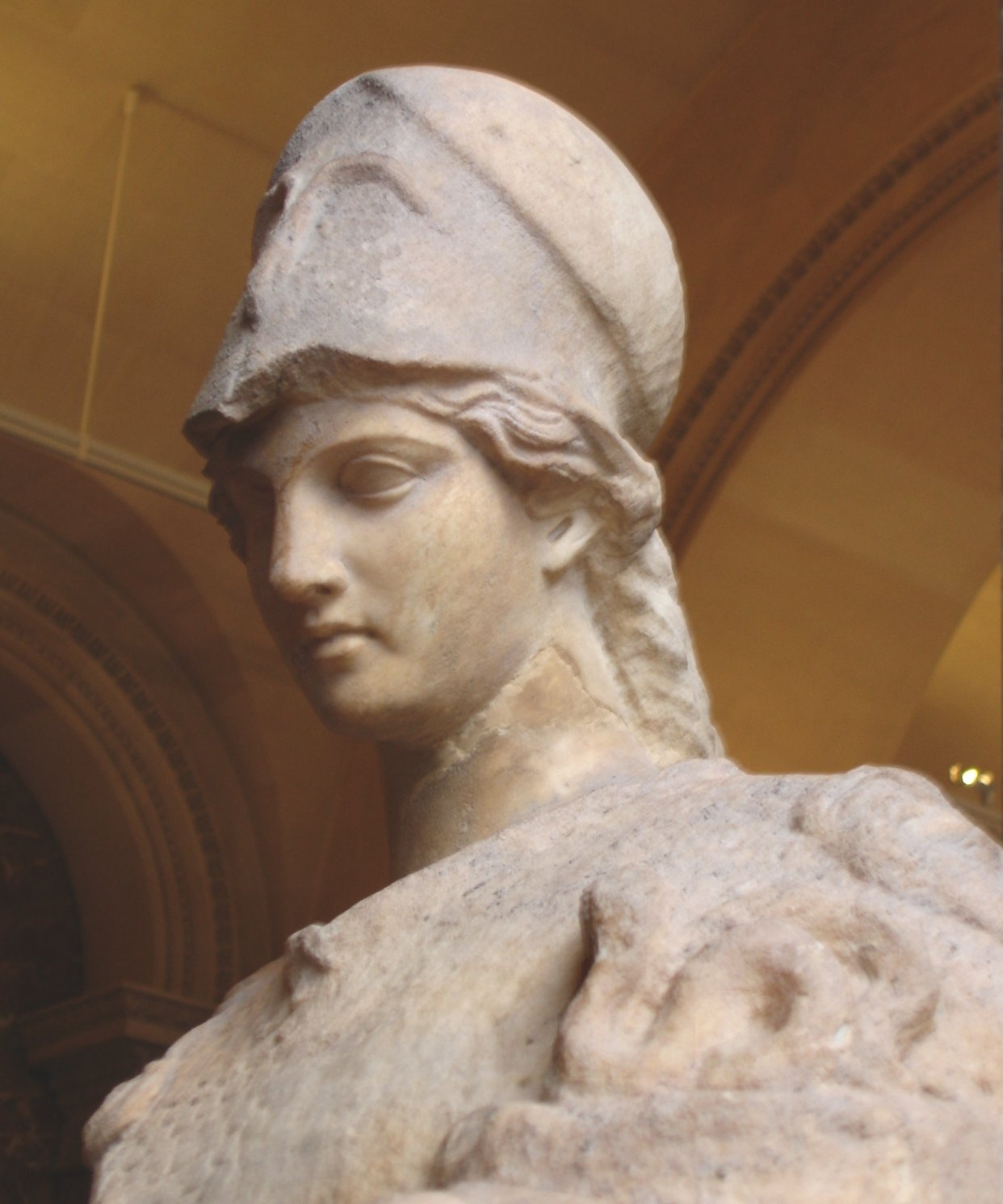
طبق گفته سوتونیوس ، دومیتیان مینرو را به عنوان الهه محافظ خود با احترام خرافاتی پرستش می کرد. در خواب گفته می شود که او قبل از ترور امپراتور را رها کرده است.

دومیتیان در ۱۸ سپتامبر ۹۶ در توطئه‌ای توسط مقامات دربار ترور شد. گزارش بسیار مفصلی از توطئه و ترور توسط سوتونیوس ارائه شده است. او ادعا می کند که پارتنیوس، مسئول کاخ شخصی یعنی اتاق‌دار دومیتیان، نقش اصلی را در این طرح بازی کرده است و جان گرینگر، مورخ، ترس احتمالی پارتنیوس را از اعدام اخیر اپافرودیتوس دبیر سابق نرون توسط دومیتیان به عنوان انگیزه احتمالی عنوان می کند. این عمل خود توسط آزاد شده ای از پارتنیوس به نام ماکسیموس و یک مباشر خواهرزاده دومیتیان، فلاویا دومیتیلا، به نام استفانوس انجام شد.
طبق گفته سوتونیوس، تعدادی از فالگیرها مرگ دومیتیان را پیشگویی کرده بودند. پیشگویی گرمانیک لارجینوس پروکلوس تاریخ مرگ دومیتیان را پیش بینی کرد و در نتیجه توسط امپراتور به اعدام محکوم شد. چند روز قبل از ترور، مینرو خدای مورد پرستش دومیتیان در خواب به امپراتور ظاهر شده بود. وی اعلام کرد که توسط خدای خورشید خلع سلاح شده است و دیگر نمی تواند از دومیتیان حمایت و محافظت کند. امپراتور بر طبق احتیاطی که دریافت کرده بود، اعتقاد داشت که مرگ او در ظهر خواهد بود. در نتیجه، او در آن زمان همیشه بی‌قرار بود. در روز ترور، دومیتیان پریشان بود و بارها و بارها از یک خدمتکار خواست که به او بگوید ساعت چند است. خادم که خود یکی از توطئه‌گران بود، با دروغ گفتن به امپراتور، به او گفت که اواخر عصر است. امپراتور که ظاهراً خیالش راحت بود، برای خواندن چند پرونده قضایی، امضای چندین فرمان‌ و حل و فصل درخواست‌های مقامات و نامه‌های ایالات و آماده کردن اسناد‌ها به سمت میز کار خود رفت. استفانوس، که از چند روز قبل از ناحیه بازو آسیب دیده بود و باند بسته بود تا بتواند خنجر مخفی شده را حمل کند، ناگهان ظاهر شد:

... او وانمود کرد که یک پیام مهم و نقشه‌ای را کشف کرده است و به همین دلیل به مخاطبان اعطا کرده است: پس از آن، وقتی دومیتیان متعجب سندی را که به او تحویل داده بود باز کرده و مرور کرد، استفانوس او را در کشاله ران با خنجری آغشته به زهر زد. امپراتور زخمی با تمام توانش مبارزه کرد، اما در معرض هفت ضربات چاقوی دیگر قرار گرفت، و مهاجمان او به نام کلودیانوس، ماکسیموس آزاد شده پارتنیوس، ساتور، رئیس اتاق و یکی از گلادیاتورهای امپراتوری بودند.

در طول حمله، استفانوس و دومیتیان روی زمین مبارزه کرده بودند که در این مدت استفانوس توسط امپراتور چاقو خورده و اندکی پس از آن درگذشت.
جسد دومیتیان را با یک زیرتابوت عادی و غیرمجاز منتقل کردند و توسط پرستار سابقش، فیلیس به طور غیررسمی سوزانده شد. بعداً، او خاکستر امپراتور را به معبد فلاویان برد و آنها را با خاکستر خواهرزاده‌اش، جولیا مخلوط کرد. او ۴۴ ساله بود. همانطور که پیش بینی شده بود، مرگ او در نیمه ظهر رخ داد.
دیون کاسیوس، که تقریباً صد سال پس از ترور نوشت، حاکی از آن است که ترور بداهه بوده است، در حالی که سوئتونیوس به این معنی است که این یک توطئه کاملاً سازمان یافته بوده است، با استناد به جراحت متقلبانه استفانوس و ادعا اینکه درهای اتاق کارمندان بوده است قفل شده قبل از حمله و اینکه شمشیری که دومیتیان زیر بالش خود را مخفی نگه داشته بود به عنوان آخرین خط محافظت شخصی در برابر یک قاتل احتمالی، نیز قبلاً برداشته شده بود.
دیون، دومیتیا لونگینا همسر دومیتیان را در میان توطئه گران قرار داد، اما با توجه به ارادت اثبات شده دومیتیا به دومیتیان - حتی سالها پس از مرگ همسرش - دخالت وی در این طرح بسیار بعید به نظر می رسد. درگیری دقیق گارد پرتورین مشخص نیست. یکی از فرماندهان نگهبان‌ها، تیتوس پترونیوس سکوندوس، تقریباً مطمئناً از این نقشه آگاه بود. دیگری، تیتوس فلاویوس نوربانوس، فرماندار سابق رائتیا، یکی از اعضای خانواده دومیتیان بود.